# Enumeratio plantarum vascularium in insula Inarime
Enumeratio plantarum vascularium in insula Inarime (abreujat Enum. Pl. Inarim.) és un llibre amb il·lustracions i descripcions botàniques que va ser escrit pel botànic italià Giovanni Gussone. Va ser publicat l'any 1855 amb el nom de Enumeratio Plantarum Vascularium in Insula Inarime sponte provenientium vel oeconomico usu passim cultarum..